# 南紅海區
南紅海區是厄立特里亞的一個區，位於紅海南部沿岸而得名。東鄰吉布提，南鄰埃塞俄比亞。面積27,600平方公里，人口203,618人。首府阿薩布。
1. ↑  . hdi.globaldatalab.org.   [2018-09-13]. （原始内容存档于2018-09-23） （英语）.